# Католичка црква у Албанији
Католичка црква у Албанији је хришћанска верска заједница у Албанији у пуном заједништву с папом.

## Историја
Хришћанство у Албанији датира готово од апостолских времена раног хришћанства. Почеци римокатолицизма у Албанији сежу још од пре великог раскола. Већ до времена велике поделе, показало се да је римокатолицизму био изложен северни и део западног, приобалног дела земље. Православљу је био изложен јужни и источни део. Односе су променила македонска, бугарска, затим српска и византска освајања у корист православља. Млетачка освајања ишла су у прилог ширењу римокатолицизма. Османска освајања за последицу су имала исламизацију хришћана, а личне су губитке имали католички хришћани, за разлику од православних којих је састав милета заштитио и омогућио им статус државе у држави.
Под комунизмом вера је била мета прогона, а католици су били под значајним притиском. Све џамије и цркве су затворене 1967. године, а слобода изјашњавања верске припадности омогућена је тек од новембра 1990. године.
Кроз историју, неретко, су бискупи и апостолски администратори у Албанији били припадници других нација међу којима су били и хрватске националности.

## Број верника
Подаци које наводи ЦИА за 2011. годину говоре о 10% римокатолика у Албанији.

## Црквена управна организација
Албанијом се простире неколико бискупија, од којих је неколико титуларних. Организоване су у две црквене области, односно метрополије:
- Тиранско-драчка надбискупија, са седиштем у Тирани.[3]
- Скадарско-пилотска надбискупија, са седиштем у Скадру.[4]

## Рецензије
1. 1 2  (језик: енглески) CIA Архивирано на веб-сајту  (24. децембар 2018) The World Factbook — Central Intelligence Agency - Field listing: Religions (приступљено 17. октобра 2016. године)
2. ↑  (језик: енглески)
Catholic-Hierarchy Catholic Church in Albania (види подстранице) (приступљено 17. октобра 2016. године)
3. ↑  Catholic Hierarchy: Archdiocese of Tiranë-Durrës
4. ↑  Catholic Hierarchy: Archdiocese of Shkodrë-Pult